# Día de la Ciudad de Moscú
El Día de la Ciudad de Moscú (en ruso: День города Москвы, romanizado: Den 'goroda Moskvy) es un evento oficial que se celebra anualmente en la ciudad de Moscú que honra la fundación de la ciudad en 1147 por el príncipe Yuri Dolgoruki. Se celebra tradicionalmente durante el primer fin de semana de septiembre. La celebración incluye eventos culturales gratuitos, un desfile y fuegos artificiales por la noche.

## Historia
La primera celebración conocida del Día de la Ciudad de Moscú fue el 1 de enero de 1847, cuando se celebró el 700.º aniversario de la primera referencia rusa a la ciudad de Moscú, que data de 1147, cuando el príncipe Yuri Dolgoruki del Principado de Vladímir-Súzdal, hijo de Vladímir II Monómaco, pidió a Sviatoslav Ólgovich, príncipe de Nóvgorod-Síverski queː «ven a visitarme en Moscú, hermano». El metropolitano Filareto II de Moscú leyó una oración por la gloria de Moscú en el monasterio de Chudov en el Kremlin, y al final del servicio sonaron las campanas del Campanario de Iván el Grande. También se llevaron a cabo oraciones en otras iglesias de Moscú. Por la noche, se iluminó todo el centro de Moscú. Las luces adornaban el Kremlin desde el lado de la Plaza Roja, el Monumento a Minin y Pozharski, la casa del Gobernador General en Tverskaya, la Universidad de Moscú y el Monasterio de Novodévich. La iluminación en esos días eran tazones de grasa, que se apagaban rápidamente con el viento invernal, por lo que no se podían leer todas las inscripciones hechas con luces.
La ciudad celebró su 800.º aniversario el 7 de septiembre de 1947, para la ocasión la ciudad fue decorada con banderas y retratos de los principales líderes soviéticos. Por la noche, el centro de la ciudad se iluminó con luces. Los fuegos artificiales fueron el epílogo de la fiesta. Ese mismo día, después de los fuegos artificiales, el locutor de Radio Moscú Yuri Levitán anunció solemnemente el establecimiento de una medalla conmemorativa para celebrar el aniversario de la ciudad, así como la concesión de la Orden de Lenin a la capital. Según un decreto del Sóviet Supremo de la Unión Soviética, se creó la Medalla Conmemorativa del 800.º Aniversario de Moscú, la cual fue otorgada a casi 1,7 millones de ciudadanos soviéticos.

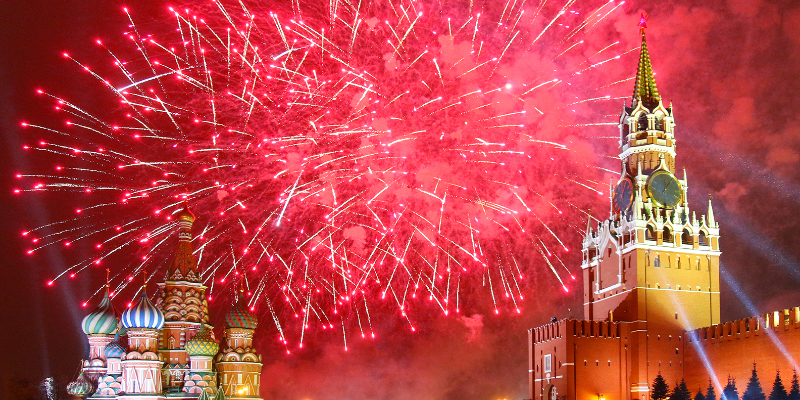
Fuegos artificiales durante la celebración del 850.º aniversario de la ciudad de Moscú

Durante las celebraciones del 850.º aniversario de Moscú de 1997, las autoridades de la ciudad de Moscú decidieron que el Día de la Ciudad se celebrara anualmente y no únicamente en ocasiones especiales como se había hecho hasta entonces. El 26 de febrero de 1997, mediante decreto del Presidente de la Federación de Rusia n.º 132 se creó la Medalla Conmemorativa del 850.º Aniversario de Moscú para galardonar a veteranos de la Gran Guerra Patria y ciudadanos ilustres de Moscú.
Desde entonces el Día de la Ciudad se celebra anualmente y se ha convertido en una tradición, una fiesta popular que reúne a miles de residentes y visitantes en las plazas y calles de Moscú donde disfrutan de conciertos y representaciones de artistas, representaciones teatrales y espectáculos, programas de danza y representaciones musicales, ferias gastronómicas,  fiestas callejeras, fuegos artificiales, así como de un espectáculo de luces en 3D. Así mismo, es costumbre resumir algunos resultados para este día, abrir nuevas instalaciones de la ciudad y realizar eventos benéficos.

## Celebraciones

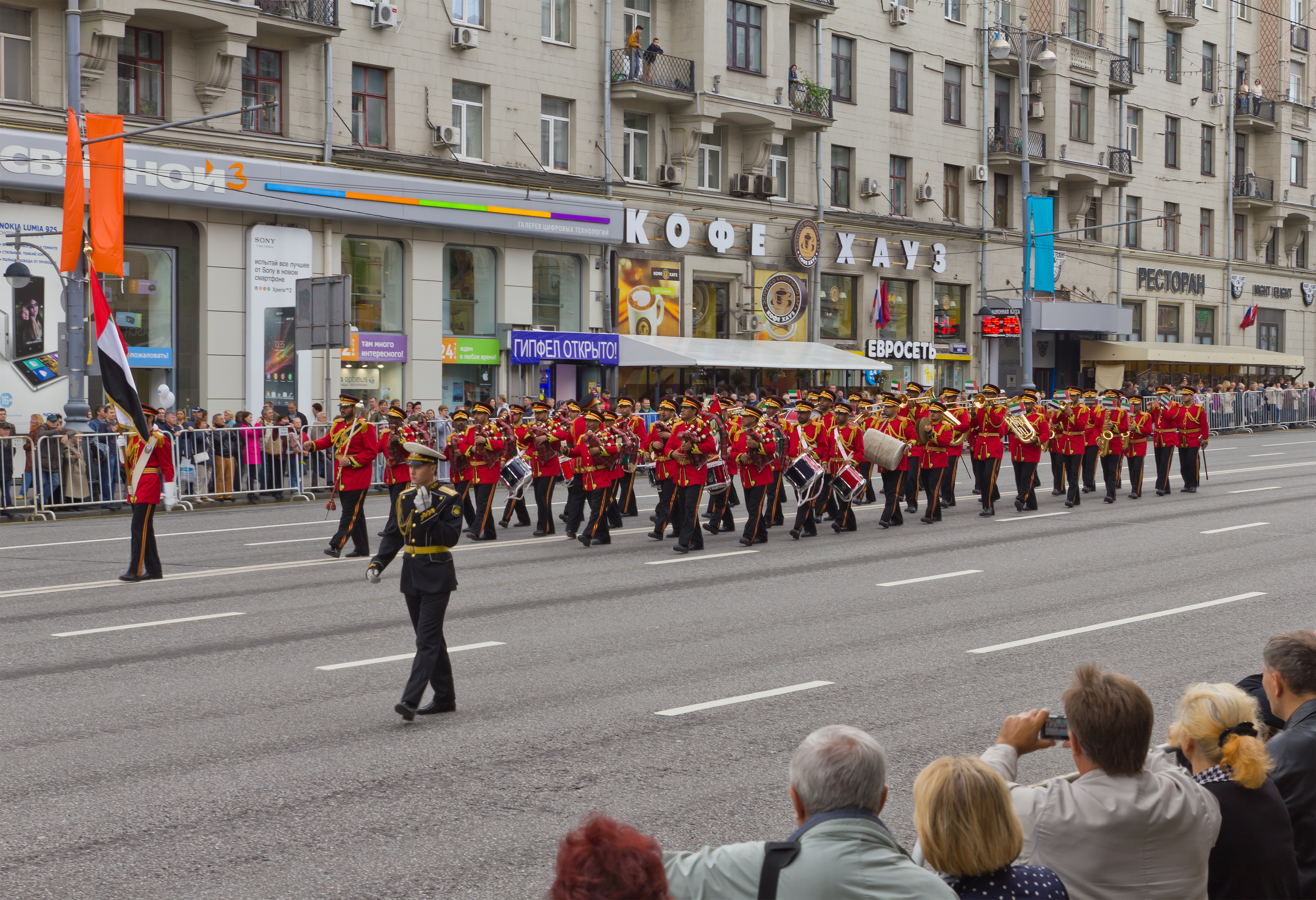
Desfile de una banda de música militar durante las celebraciones del Día de la Ciudad de 2013

La festividad comienza con la colocación de coronas de flores en la Tumba del Soldado Desconocido en la murallas del Kremlin, los letreros conmemorativos de las ciudades heroicas en el Jardín de Alexánder, en el monumento al mariscal Zhúkov, situado en la Plaza del Manège frente al Museo Estatal de Historia, y en el obelisco «Moscú - Ciudad Héroe» en la avenida Kutuzovsky Prospekt.
Después de la tradicional ofrenda floral, las celebraciones continúan con una procesión a lo largo de la céntrica Calle Tverskaya y finalizan en el Kremlin. La calle Tverskaya tradicionalmente se transforma en una zona peatonal. El desfile generalmente incluye varias bandas de marcha académicas y militares nacionales. Otro evento tradicional es el Festival de música militar de la Torre Spasskaya, que tiene lugar entre el 26 de agosto y el 3 de septiembre en la Plaza Roja. en dicho festival suelen participar un gran número de bandas militares tanto nacionales como extranjeras. Así en el año 2011 participaron bandas procedente de Rusia, Austria, Armenia, Bielorrusia, Egipto, India, Italia, Kazajistán, China, Turquía, Uzbekistán, Suiza y Chile. Además los músicos suelen ofrecer funciones en diferentes parques de Moscú.

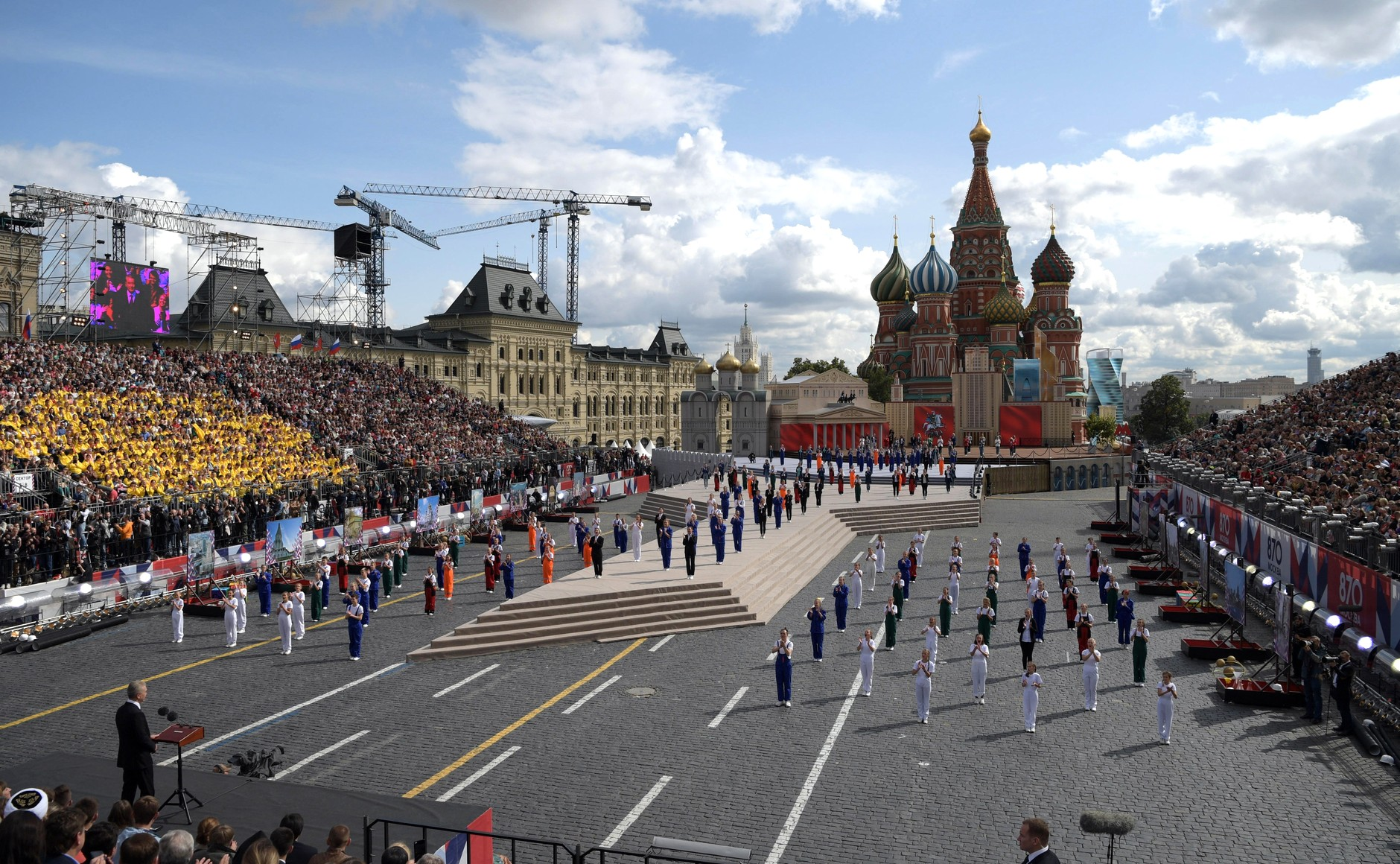
Concierto de gala con motivo de las celebraciones del Día de la Ciudad de 2017

Los conciertos nocturnos suelen tener lugar en grandes zonas abiertas de la ciudad como en la Plaza Roja, la Plaza de la Catedral y la Plaza del Manège. Los conciertos de música clásica también se llevan a cabo en parques de la ciudad como Kolómenskoye, Tsarítsino y Sokolniki. El Estanque del Patriarca acoge anualmente un concierto sobre el agua. Los conciertos van desde artistas independientes emergentes hasta artistas internacionales ya consagrados y orquestas clásicas urbanas.
Una celebración masiva tradicional se lleva a cabo en el Estadio Luzhniki en el Distrito de Jamóvniki. El evento cuenta con atracciones, juegos y concursos. El escenario principal frente a la entrada central cuenta con cantantes famosos, mientras que el estacionamiento junto al South Sport Complex ofrece un lugar para un concierto de música rap.
Debido a la pandemia de COVID-19 en Rusia, las celebraciones de 2020 se redujeron a una única ceremonia a la que asistió el presidente de Rusia Vladímir Putin en la sala de conciertos del parque de Zaryadye.

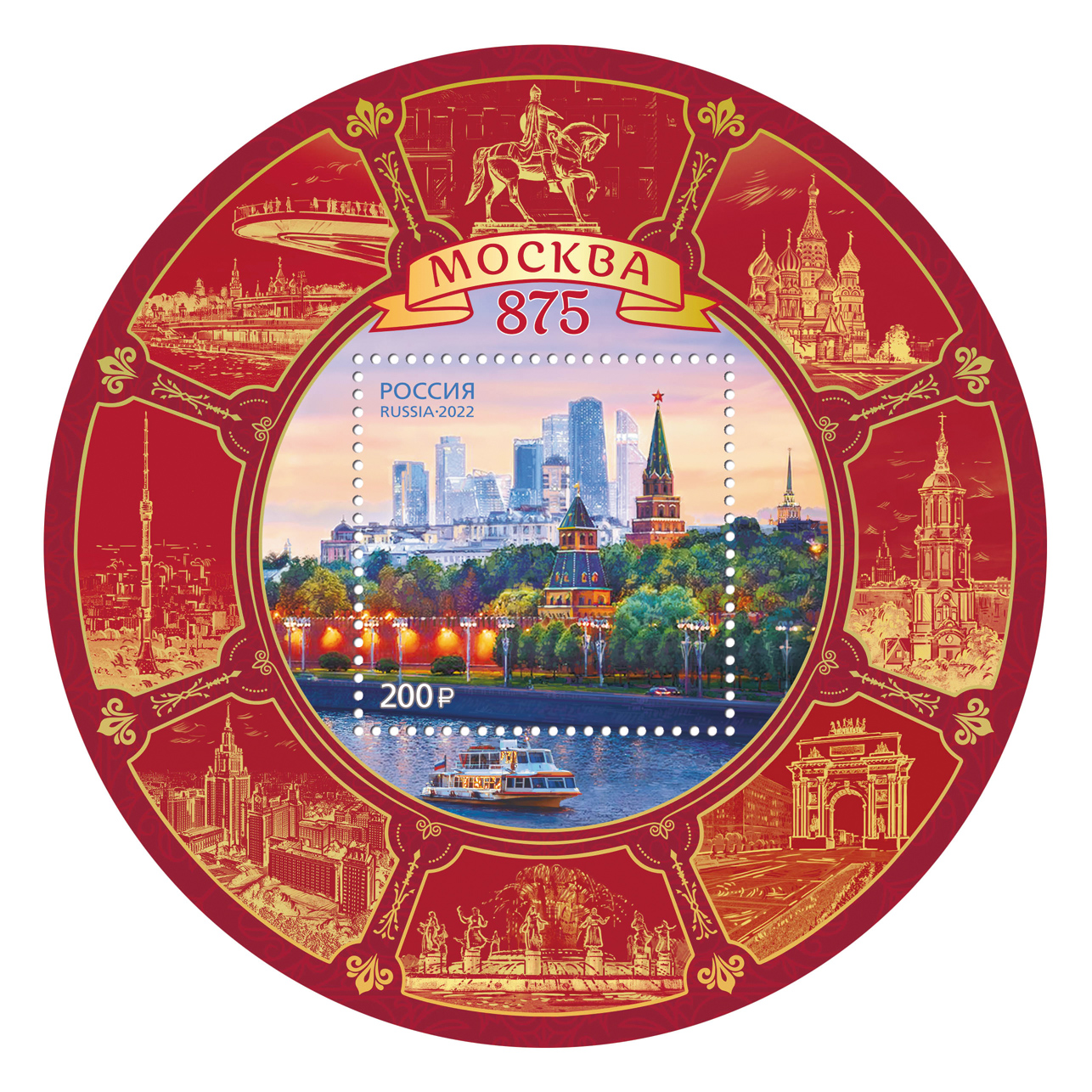
Sello de correos de Rusia de 2022 en conmemoración del 875.º Aniversario de la fundación de Moscú

En 2021, debido a la situación epidemiológica provocada por la pandemia de COVID-19. Las celebraciones del Día de la Ciudad fueron pospuestas a la segunda semana de septiembre. No se celebraron conciertos o espectáculos a gran escala, pero si se celebraron un gran número de actividades al aire libre o en espacios cerrados con un aforo limitado como desfiles, actuaciones, exposiciones, clases magistrales, conferencias sobre la historia de la ciudad. Como en otros años las bibliotecas, cines, museos, teatros y centros culturales de la capital ofrecieron una programación especial. Además, se pudieron visitar más de ochenta museos y salas de exposiciones de forma gratuita. La ciudad fue engalanada con más de dos mil banderas que se colocaron en puentes, cerca de estaciones de metro, estaciones de ferrocarril y centros de transporte. Se distribuyeron arcos de flores y cajas de luz en las zonas peatonales del Anillo del Bulevar, la circunvalación que rodea el centro de la ciudad. Finalmente el día 12 de septiembre, los asistentes pudieron disfrutar de los tradicionales fuegos artificiales.
En 2022, Moscú celebró su 875 aniversario, la celebración tuvo lugar los días 10 y 11 de septiembre. Durante las celebraciones se inauguró una nueva atracción turística el «Sol de Moscú» una enorme noria, la más grande de Europa, de 136 metros de altura y que tiene una impresionante vista panorámica de la capital rusa.